# Första Genèvekonventionen

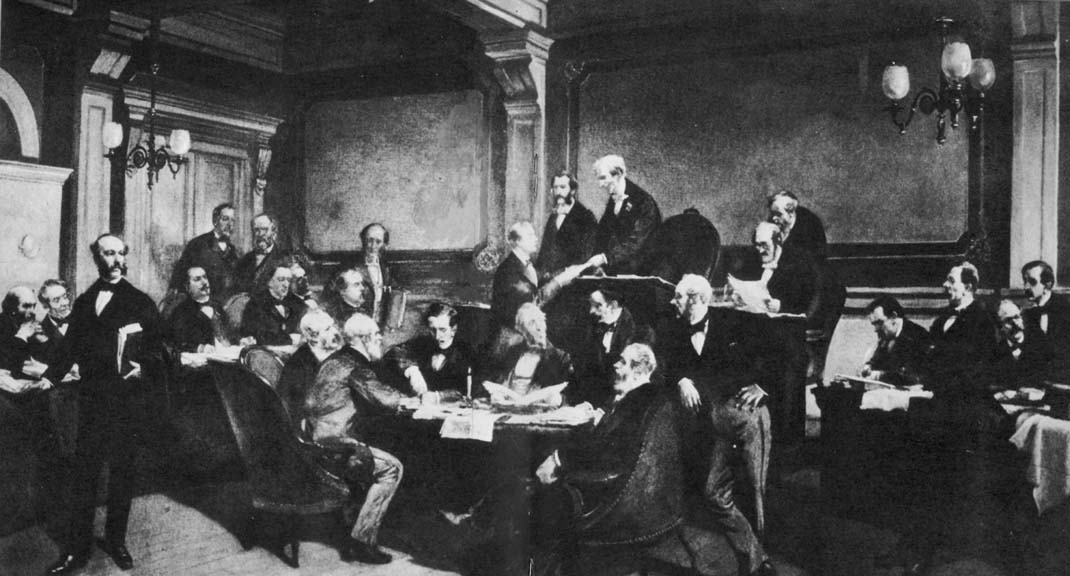
Första Genèvekonventionen undertecknas

Första Genèvekonventionen för hantering av sårade i krig hölls den 22 augusti 1864 i Genève i Schweiz. Det var den första av en serie på 4 konventioner som kom att kallas Gènevekonventionerna. 
Den första konventionen definierar grunderna hur krigsfångar ska behandlas och ha rättigheter såsom sjukvård. Den förbjuder angrepp mot soldater som givit upp eller är satta ur stridbart skick, liksom mot sjukvårdsinrättningar och sjukvårdspersonal. Efter den skrevs under första gången 1864 har konventionen reviderats och ersatts med nytt innehåll 1906, 1929 och slutligen 1949.